# Fusillade de Colorado Springs
La fusillade de Colorado Springs est une fusillade survenue le 9 mai 2021 lors d'une fête d'anniversaire à Colorado Springs, au Colorado, aux États-Unis. Sept personnes ont été tuées, dont le tireur qui s'est suicidé.

## Fusillade
Le 9 mai 2021, peu de temps après minuit, la police a répondu à une fusillade au Canterbury Mobile Home Park, situé près de l'aéroport de Colorado Springs. La fusillade a eu lieu lors d'une fête d'anniversaire, avec des adultes et des enfants rassemblés à l'intérieur. Le tireur qui, selon la police, était le petit ami de l'une des victimes, s'est rendu à la maison, est entré et a commencé à tirer. Il s'est ensuite suicidé. La fête d'anniversaire était pour l'une des personnes tuées dans la fusillade.
Lorsque les policiers sont arrivés, ils ont trouvé six adultes morts et un homme gravement blessé. Il a été transporté à l'hôpital et y est décédé. Aucun des enfants présents dans la maison au moment de la fusillade n'a été blessé.

## Tueur
La police identifie par la suite le tueur comme étant Teodoro Macias, âgé de 28 ans. Macias était le petit ami de l'une des victimes, dont la famille avait organisé l'anniversaire. Cette famille était en conflit avec Macias depuis une semaine à cause de son comportement jaloux et de ses menaces, et ne l'avait pas invité. Macias n'avait pas de casier judiciaire,.
Macias était armé d'un pistolet semi-automatique 9mm Smith & Wesson et de deux chargeurs. Cette arme provenait d'une armurerie locale et avait été achetée en 2014, mais pas par Macias. Ce pistolet n'avait pas été signalé comme volé, et la police tente de trouver où le tueur l'a obtenu.